# カリン・ヴィアール
カリン・ヴィアール（Karin Viard、1966年1月24日 - ）は、フランス・ルーアン出身の女優。

## 経歴
同国を代表する女優の一人。1986年に短編に初出演し、1990年に長編映画デビュー。これまで50本以上の作品に出演している。
セザール賞は、『La Nage indienne』(1993／グザヴィエ・デュランジェ監督)で有望若手女優賞候補になって以来の常連で、「Les Randonneurs」(1998／フィリップ・アレル監督)、『PARIS』(2008)、『しあわせの雨傘』(2010)、「パティーとの二十一夜」(2015／ラリュー兄弟監督)で助演女優賞にノミネートされ、『キスはご自由に』(2002／ミシェル・ブラン監督)で受賞。難病にかかった音楽家を熱演した『勇気を出して！』(1999／ソルヴェイグ・アンスパック監督)で主演女優賞初候補で初受賞し、『彼女の人生の役割』(2004／フランソワ・ファヴラ監督)、『パリ警視庁:未成年保護部隊』(2011／マイウェン監督)、『エール！』(2014)で候補となっている。
主要作の公開作は少ないが、フランス映画祭で多く上映されており、2005年には「斧」の上映のため監督のコスタ＝ガヴラスと来日している。また、TV5MONDEでも多くの作品が放映されている。

## 主な出演作品
- ダニエルばあちゃん Tatie Danielle (1990)
- デリカテッセン Delicatessen (1991)
- 危険な友情／マックス＆ジェレミー Max et Jérémie (1992)
- 百貨店大百科 Riens du tout (1992)
- La Nage indienne (1993)
- お気に入りの息子 Le Fils préféré (1994) フランス映画祭上映
- 憎しみ La Haine (1995)
- 不倫の公式 Adultère, mode d'emploi (1995)
- 誘惑者の日記 Le Journal du séducteur (1996) シネクラブ上映
- Les Randonneurs (1998)
- 年下のひと Les Enfants du siècle (1999)
- ヌーヴェル・イヴ La nouvelle Ève (1999) フランス映画祭上映
- 本日の主役 Reines d'un jour (2001) TV5MONDE放映
- キスはご自由に Embrassez qui vous voudrez (2002) フランス映画祭上映
- フランス・ブティック France Boutique (2003) TV5MONDE放映
- 彼女の人生の役割 Le Rôle de sa vie(2004) フランス映画祭上映
- 斧 Le Couperet (2005) フランス映画祭上映
- 美しき運命の傷痕 L'Enfer (2005)
- 野心のある人たち Les Ambitieux (2006) TV5MONDE放映
- PARIS Paris (2008)
- しあわせの雨傘 Potiche (2010)
- パパの招待客 Les Invités de mon père (2010) TV5MONDE放映
- パリ警視庁:未成年保護部隊 Polisse (2011) WOWOW放映後、DVD化
- スカイラブ LE SKYLAB (2011)
- フランス、幸せのメソッド Ma part du gâteau (2011)
- やさしい語りで Parlez-moi de vous (2012) TV5MONDE放映
- 素顔のルル Lulu femme nue (2013)  フランス映画祭上映後、TV5MONDE放映
- エール！ La Famille Bélier (2014)
- パティーとの二十一夜 21 nuits avec Pattie (2015／ラリュー兄弟) 映画祭上映